# Awsa

Sultanat Awsa vers 1850

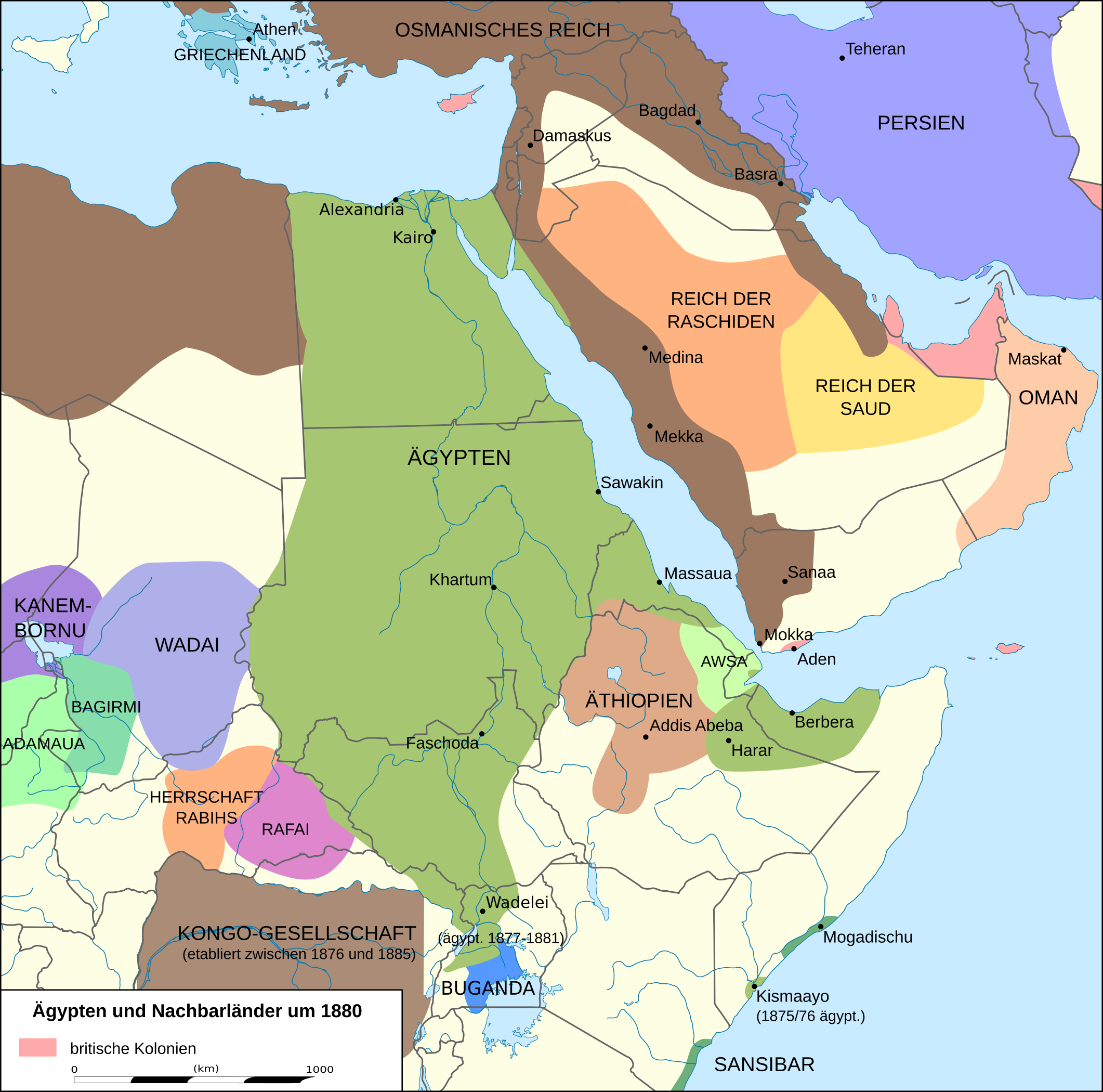
Le Sultanat Awsa vers 1880.

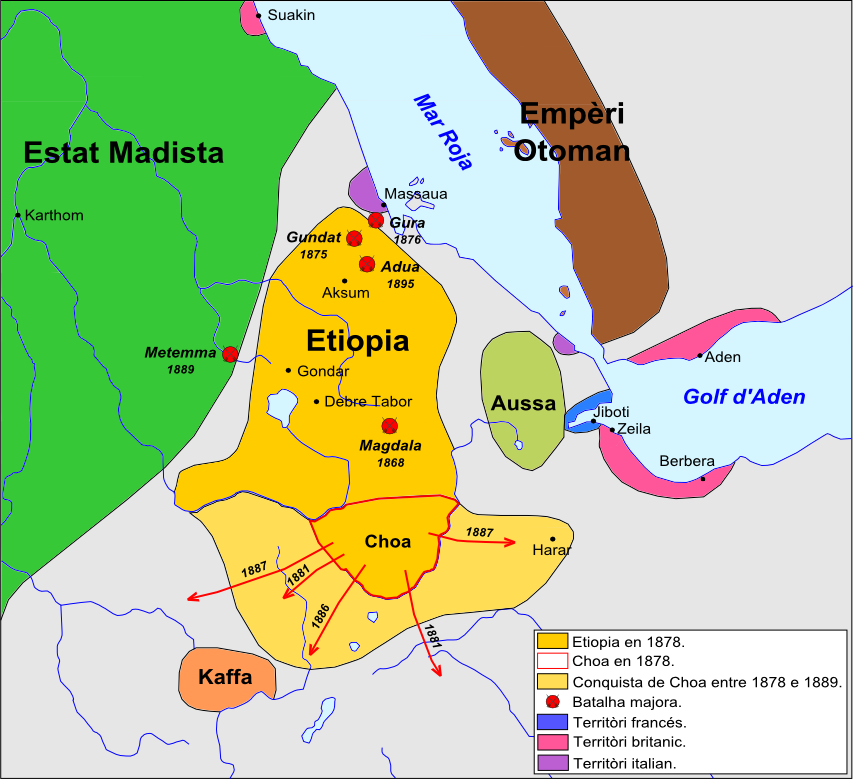
Situation régionale en 1889

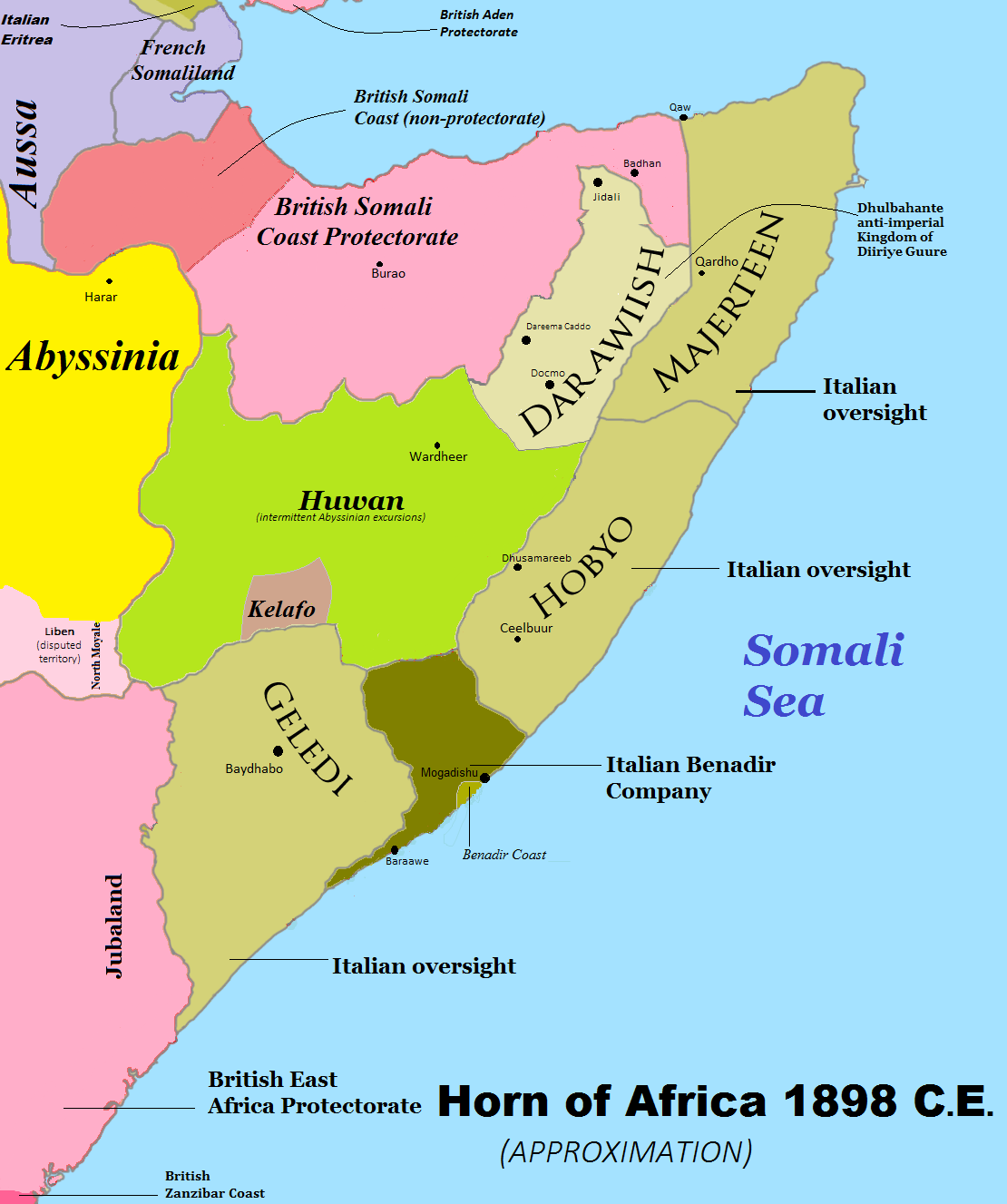
Corne de l'Afrique en 1898

Pour l'ancien awraja, voir Awsa (awraja).
L'Awsa, parfois transcrit Aoussa, est la zone du delta intérieur de l'Awash, à l'Est de l'Éthiopie, dans la région Afar. Karanle 

## Histoire
L'Awsa est le siège d'une entité politique autonome (1734-1937), restée pratiquement indépendante jusqu'à la Seconde Guerre mondiale. Son dernier dirigeant, parfois appelé « sultan », fut Ali Mirah Hanfare (1922-2011), déposé par les autorités éthiopiennes après la révolution de 1974.
Le territoire soumis à son contrôle à la fin du XIXe siècle et au début du XXe comprenait aussi des espaces aujourd'hui compris à l'ouest de la république de Djibouti.
Les sultans précédents étaient Mahamad Hanfare (1861-1902), puis Mahámmad Yayyó jusqu'en 1945. À la mort d'Ali Mirah, son fils Hanfaré Ali Mirah est officiellement intronisé en novembre 2011.

## Liste de sultans
- Kandhafo 1734–1749
- Kadhafo Mahammad ibn Kadhafo 1749–1779
- Aydahis ibn Kadhafo Mahammad 1779–1801
- Aydahis ibn Mahammad ibn Aydahis 1801–1832
- Hanfadhe ibn Aydahis 1832–1862
- Mahammad "Illalta“ ibn Hanfadhe 1862–1902
- Mahammad ibn Aydahis ibn Hanfadhe 1902–1910
- Yayyo ibn Mahammad ibn Hanfadhe 1902–1927
- Mahammad Yayyo 1927–1944
- Ali Mirah Hanfare 1944–1975, 1991–2011
- Hanfare Alimirah 2011-2020

## Annexes

Drapeau de l'Awsa